# Vanšubron
Vanšubron (lettiska: Vanšu tilts, "kabelbron") är en vägbro över Daugava i Riga i Lettland. Det är en 625 meter lång snedkabelbro med ett längsta spann på 312 meter.
Vanšubron är den nordligast belägna av fem befintliga broarna över Daugava i Riga. Den går över ön Ķīpsala. Den byggdes under åren i Sovjetunionen och invigdes i juli 1981 med namnet "Gorkijbron" (Gorkija tilts) efter Maksim Gorkijgatan, numera omdöpt till Krišjānis Valdemārsgatan, för vilken bron är en förlängning över floden.
Bron ligger nära det ställe, där den temporära träbron Valdemarsbron byggdes 1945. I samband med att Stenbron öppnades 1957, flyttades en pontonbro från Stenbrons läge till vid sidan av Valdemarsbron. Valdemarsbron revs 1964, och pontonbron var i drift fram till 1981, då Vanšubron invigdes.

## Bildgalleri

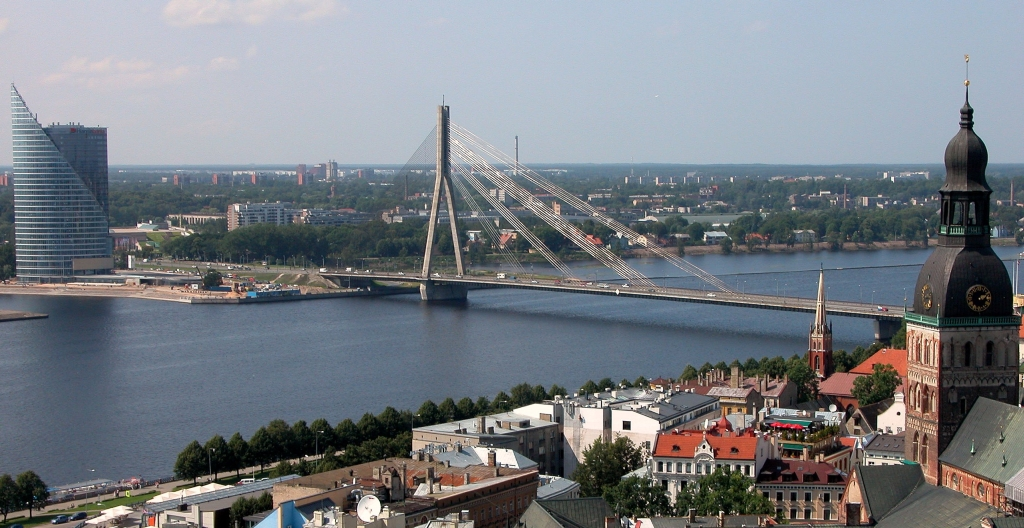
Vanšubron från Gamla stan mot Ķīpsala
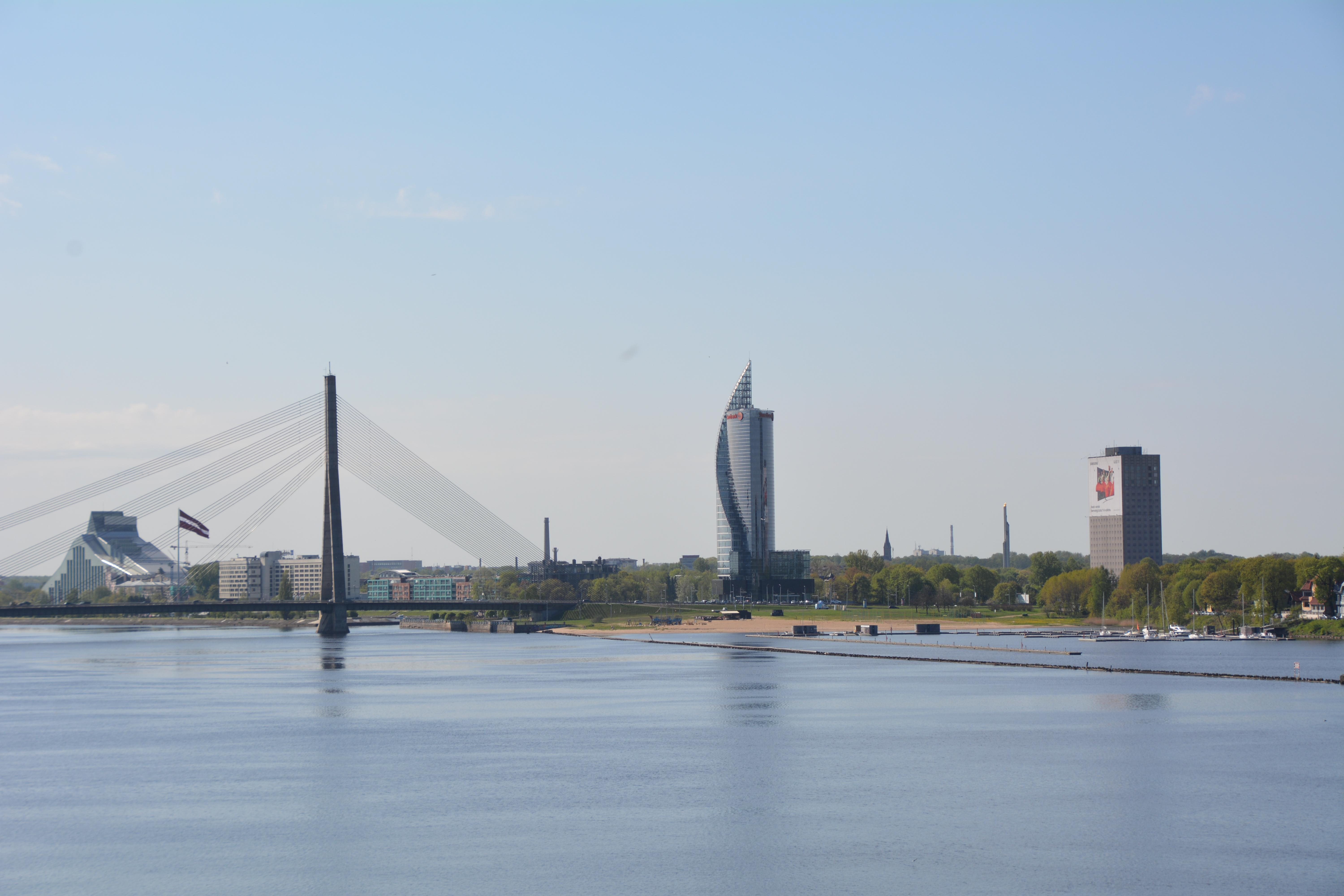
Vanšubron med Nationalbiblioteket till vänster och Swedbanks kontorshus i mitten av bilden